# William-Athanase Baker
Pour les articles homonymes, voir Baker.
William-Athanase Baker, né le 20 juin 1870 à Beauharnois et mort le 13 juin 1949 à Montréal, est un écrivain, poète et avocat québécois.

## Biographie
William-Athanase Baker naît en 1870 à Beauharnois. 
Il fait partie de l'École littéraire de Montréal.
William-Athanase Baker meurt en 1949.

## Œuvre

### Essais
- Prose et pensées. Les Pensées de Pascal. Pascal et la pensée moderne. Goethe. L’Éducation et ses théories., Montréal, Daoust et Tremblay, 1914

### Poésies
- Les Aubes sur les cimes, 1924
- Les disques d'airain. Premières poésies. Rêveries, Montréal, Le Pays laurentien, G. Malchelosse, 1918
- Nouvelles rêveries. Poésies et sonnets, Montréal, Le Pays laurentien, G. Malchelosse, 1917
- Poèmes des montagnes, Montréal, Victor Grenier, 1914

### Théâtre
- Place à l'amour, comédie en un acte, 1925
- Une partie de 500[note 1], comédie psychologique, Montréal, C.A. Marchand, 1913